# Campionato mondiale di hockey su ghiaccio - Prima Divisione 2003
Il Campionato mondiale di hockey su ghiaccio - Prima Divisione 2003 è stato un torneo di hockey su ghiaccio organizzato dall'International Ice Hockey Federation. Il torneo si è disputato fra il 13 e il 21 aprile 2003. Le dodici squadre partecipanti sono state divise in due gironi da sei ciascuno. Il torneo del Gruppo A si è svolto nella città di Budapest, in Ungheria. Le partite del Gruppo B invece si sono disputate a Zagabria, in Croazia. Il Kazakistan ha vinto il Gruppo A mentre la Francia il Gruppo B, garantendosi così la partecipazione al Campionato mondiale di hockey su ghiaccio maschile 2004. Al contrario la Lituania e la Croazia, giunte all'ultimo posto dei rispettivi gironi, sono state retrocesse per il 2004 in Seconda Divisione. La Corea del Sud e il Belgio, vincitrici dei due gironi della Seconda Divisione, sostituiscono nel 2004 la Lituania e la Croazia.

## Partecipanti

### Gruppo A
| Nazionale   | Qualificazione                                                |
| ----------- | ------------------------------------------------------------- |
| Polonia     | Quattordicesima e retrocessa dal Gruppo A del 2002.           |
| Ungheria    | Ospitante, seconda nella Prima Divisione - Gruppo B del 2002. |
| Kazakistan  | Terzo nella Prima Divisione - Gruppo A del 2002.              |
| Paesi Bassi | Quarti nella Prima Divisione - Gruppo A del 2002.             |
| Romania     | Quinta nella Prima Divisione - Gruppo B del 2002.             |
| Lituania    | Prima e promosso dalla Seconda Divisione - Gruppo B del 2002. |

### Gruppo B
| Nazionale   | Qualificazione                                                |
| ----------- | ------------------------------------------------------------- |
| Italia      | Quindicesima e retrocessa dal Gruppo A del 2002.              |
| Francia     | Seconda nella Prima Divisione - Gruppo A del 2002.            |
| Norvegia    | Terza nella Prima Divisione - Gruppo B del 2002.              |
| Regno Unito | Quarto nella Prima Divisione - Gruppo B del 2002.             |
| Croazia     | Ospitante, quinta nella Prima Divisione - Gruppo A del 2002.  |
| Estonia     | Prima e promossa dalla Seconda Divisione - Gruppo A del 2002. |

## Gruppo A

### Incontri
| Budapest 15 aprile 2003, ore 13:00 | Lituania | 2 – 8 (0-2; 1-2; 1-4) | Polonia | Budapest Sports Arena (1.800 spett.) |

| Budapest 15 aprile 2003, ore 16:30 | Romania | 2 – 8 (0-2; 2-5; 0-1) | Kazakistan | Budapest Sports Arena (1.800 spett.) |

| Budapest 15 aprile 2003, ore 20:00 | Paesi Bassi | 2 – 4 (2-0; 0-1; 0-3) | Ungheria | Budapest Sports Arena (7.000 spett.) |

| Budapest 16 aprile 2003, ore 13:00 | Kazakistan | 13 – 2 (2-0; 6-0; 5-2) | Lituania | Budapest Sports Arena (950 spett.) |

| Budapest 16 aprile 2003, ore 16:30 | Polonia | 6 – 3 (2-1; 0-0; 4-2) | Paesi Bassi | Budapest Sports Arena (1.800 spett.) |

| Budapest 16 aprile 2003, ore 20:00 | Ungheria | 4 – 4 (2-2; 1-0; 1-2) | Romania | Budapest Sports Arena (9.000 spett.) |

| Budapest 18 aprile 2003, ore 13:00 | Polonia | 6 – 0 (2-0; 3-0; 1-0) | Romania | Budapest Sports Arena (500 spett.) |

| Budapest 18 aprile 2003, ore 16:30 | Lituania | 2 – 2 (1-0; 1-1; 0-1) | Paesi Bassi | Budapest Sports Arena (700 spett.) |

| Budapest 18 aprile 2003, ore 20:00 | Ungheria | 1 – 4 (1-3; 0-0; 0-1) | Kazakistan | Budapest Sports Arena (8.500 spett.) |

| Budapest 20 aprile 2003, ore 13:00 | Paesi Bassi | 7 – 4 (3-0; 2-2; 2-2) | Romania | Budapest Sports Arena (300 spett.) |

| Budapest 20 aprile 2003, ore 16:30 | Kazakistan | 3 – 1 (0-0; 2-0; 1-1) | Polonia | Budapest Sports Arena (1.500 spett.) |

| Budapest 20 aprile 2003, ore 20:00 | Lituania | 0 – 4 (0-2; 0-1; 0-1) | Ungheria | Budapest Sports Arena (7.500 spett.) |

| Budapest 21 aprile 2003, ore 13:00 | Kazakistan | 6 – 3 (3-2; 2-0; 1-1) | Paesi Bassi | Budapest Sports Arena (300 spett.) |

| Budapest 21 aprile 2003, ore 16:30 | Romania | 3 – 1 (2-0; 0-1; 1-0) | Lituania | Budapest Sports Arena (1.500 spett.) |

| Budapest 21 aprile 2003, ore 20:00 | Ungheria | 1 – 3 (1-1; 0-2; 0-0) | Polonia | Budapest Sports Arena (8.800 spett.) |

### Classifica
| Pos. |             | PG | V | N | P | GF | GS | DR  | Pt |
| 1.   | Kazakistan  | 5  | 5 | 0 | 0 | 34 | 9  | +25 | 10 |
| 2.   | Polonia     | 5  | 4 | 0 | 1 | 24 | 9  | +15 | 8  |
| 3.   | Ungheria    | 5  | 2 | 1 | 2 | 14 | 13 | +1  | 5  |
| 4.   | Paesi Bassi | 5  | 1 | 1 | 3 | 17 | 22 | -5  | 3  |
| 5.   | Romania     | 5  | 1 | 1 | 3 | 13 | 26 | -13 | 3  |
| 6.   | Lituania    | 5  | 0 | 1 | 4 | 7  | 30 | -23 | 1  |

### Classifica marcatori
| Giocatore          | PG | G | A | Pt | +/- | MP |
| ------------------ | -- | - | - | -- | --- | -- |
| Evgenij Koreškov   | 4  | 6 | 5 | 11 | +9  | 2  |
| Tommie Hartogs     | 5  | 3 | 8 | 11 | +3  | 6  |
| David Livingston   | 5  | 6 | 4 | 10 | 0   | 12 |
| Aleksandr Koreškov | 4  | 5 | 5 | 10 | +9  | 0  |
| Jacek Płachta      | 5  | 3 | 6 | 9  | +6  | 4  |
| Levente Elekes     | 5  | 6 | 2 | 8  | -2  | 6  |
| Aleksandr Semënov  | 5  | 5 | 3 | 8  | +8  | 4  |
| Oleg Krjažev       | 5  | 4 | 4 | 8  | +8  | 0  |
| Fëdor Poliščuk     | 5  | 2 | 6 | 8  | +7  | 0  |
| Damian Słaboń      | 5  | 6 | 1 | 7  | +6  | 4  |

Fonte: IIHF.com

### Classifica portieri
| Giocatore          | Min    | TC  | GS | SO | MGS  | Sv%   |
| ------------------ | ------ | --- | -- | -- | ---- | ----- |
| Vitalij Kolesnik   | 183:44 | 78  | 2  | 0  | 0.65 | 97.44 |
| Levente Szuper     | 240:00 | 123 | 9  | 1  | 2.25 | 92.68 |
| Tomasz Jaworski    | 239:49 | 82  | 7  | 1  | 1.75 | 91.46 |
| Arunas Aleinikovas | 270:14 | 211 | 22 | 0  | 4.48 | 89.57 |
| Marcel den Hartog  | 212:22 | 142 | 15 | 0  | 4.24 | 89.44 |

Fonte: IIHF.com

## Gruppo B

### Incontri
| Zagabria 14 aprile 2003, ore 12:30 | Estonia | 3 – 1 (0-1; 1-0; 2-0) | Italia | Dom Sportova (300 spett.) |

| Zagabria 14 aprile 2003, ore 16:00 | Regno Unito | 2 – 2 (1-0; 1-1; 0-1) | Francia | Dom Sportova (310 spett.) |

| Zagabria 14 aprile 2003, ore 20:00 | Croazia | 1 – 6 (0-0; 1-5; 0-1) | Norvegia | Dom Sportova (3.500 spett.) |

| Zagabria 15 aprile 2003, ore 12:30 | Italia | 4 – 2 (1-0; 2-2; 1-0) | Regno Unito | Dom Sportova (700 spett.) |

| Zagabria 15 aprile 2003, ore 16:00 | Norvegia | 3 – 0 (1-0; 0-0; 2-0) | Estonia | Dom Sportova (300 spett.) |

| Zagabria 15 aprile 2003, ore 20:00 | Francia | 8 – 1 (3-0; 5-0; 0-1) | Croazia | Dom Sportova (4.500 spett.) |

| Zagabria 17 aprile 2003, ore 12:30 | Francia | 4 – 2 (2-0; 0-0; 2-2) | Norvegia | Dom Sportova (950 spett.) |

| Zagabria 17 aprile 2003, ore 16:00 | Estonia | 4 – 3 (1-1; 2-0; 1-2) | Regno Unito | Dom Sportova (500 spett.) |

| Zagabria 17 aprile 2003, ore 20:00 | Italia | 9 – 0 (4-0; 1-0; 4-0) | Croazia | Dom Sportova (5.200 spett.) |

| Zagabria 18 aprile 2003, ore 12:30 | Francia | 6 – 0 (2-0; 2-0; 2-0) | Estonia | Dom Sportova (300 spett.) |

| Zagabria 18 aprile 2003, ore 16:00 | Norvegia | 5 – 2 (2-0; 2-2; 1-0) | Italia | Dom Sportova (500 spett.) |

| Zagabria 18 aprile 2003, ore 20:00 | Regno Unito | 7 – 1 (1-1; 3-0; 3-0) | Croazia | Dom Sportova (4.500 spett.) |

| Zagabria 20 aprile 2003, ore 12:30 | Norvegia | 3 – 2 (2-2; 0-0; 1-0) | Regno Unito | Dom Sportova (600 spett.) |

| Zagabria 20 aprile 2003, ore 16:00 | Italia | 0 – 1 (0-0; 0-1; 0-0) | Francia | Dom Sportova (500 spett.) |

| Zagabria 20 aprile 2003, ore 20:00 | Croazia | 7 – 5 (3-0; 1-2; 3-3) | Estonia | Dom Sportova (5.000 spett.) |

### Classifica
| Pos. |             | PG | V | N | P | GF | GS | DR  | Pt |
| 1.   | Francia     | 5  | 4 | 1 | 0 | 21 | 5  | +16 | 9  |
| 2.   | Norvegia    | 5  | 4 | 0 | 1 | 19 | 9  | +10 | 8  |
| 3.   | Estonia     | 5  | 2 | 0 | 3 | 12 | 20 | -8  | 4  |
| 4.   | Italia      | 5  | 2 | 0 | 3 | 16 | 11 | +5  | 4  |
| 5.   | Regno Unito | 5  | 1 | 1 | 3 | 16 | 14 | +2  | 3  |
| 6.   | Croazia     | 5  | 1 | 0 | 4 | 10 | 35 | -25 | 2  |

### Classifica marcatori
| Giocatore        | PG | G | A | Pt | +/- | MP |
| ---------------- | -- | - | - | -- | --- | -- |
| Espen Knutsen    | 5  | 4 | 5 | 9  | +4  | 8  |
| Steve Thornton   | 5  | 1 | 8 | 9  | +5  | 0  |
| David Longstaff  | 5  | 3 | 5 | 8  | +6  | 2  |
| Jonathan Zwikel  | 5  | 2 | 4 | 6  | +4  | 0  |
| Oliver Ciganović | 5  | 1 | 5 | 6  | -6  | 14 |
| Per-Åge Skrøder  | 5  | 4 | 1 | 5  | +4  | 4  |
| Anthony Mortas   | 5  | 3 | 2 | 5  | +2  | 4  |
| Anthony Iob      | 5  | 3 | 2 | 5  | 0   | 8  |
| Yorick Treille   | 5  | 3 | 2 | 5  | 3   | 55 |
| Marius Trygg     | 5  | 2 | 3 | 5  | +6  | 0  |

Fonte: IIHF.com

### Classifica portieri
| Giocatore         | Min    | TC  | GS | SO | MGS  | Sv%   |
| ----------------- | ------ | --- | -- | -- | ---- | ----- |
| Fabrice Lhenry    | 239:35 | 109 | 4  | 2  | 1.00 | 96.33 |
| Mark Cavallin     | 177:44 | 149 | 9  | 0  | 3.04 | 93.96 |
| Mike Rosati       | 239:33 | 124 | 8  | 1  | 2.00 | 93.55 |
| Joakim Wiberg     | 298:27 | 111 | 8  | 1  | 1.61 | 92.79 |
| Aleksei Terentjev | 255:48 | 166 | 17 | 0  | 3.99 | 89.76 |

Fonte: IIHF.com

### Roster dell'Italia
Allenatore:  Pat Cortina.
Lista dei convocati aggiornata al 14 aprile 2003.
| N. | Pos. | Nome                 | Anno | Alt. | Peso | Tiro | Squadra        |
| -- | ---- | -------------------- | ---- | ---- | ---- | ---- | -------------- |
| 1  | P    | Günther Hell         | 1978 | 176  | 80   | L    | Bolzano        |
| 2  | A    | Stefan Zisser        | 1980 | 170  | 84   | L    | Bolzano        |
| 3  | D    | Alexander Avancini   | 1980 | 178  | 74   | L    | Bolzano        |
| 4  | D    | Christian Borgatello | 1982 | 176  | 78   | R    | Merano         |
| 5  | D    | Armin Helfer         | 1980 | 191  | 88   | L    | Milano Vipers  |
| 6  | A    | Daniele Veggiato     | 1981 | 172  | 69   | L    | Alleghe        |
| 8  | A    | Armando Chelodi      | 1973 | 179  | 82   | R    | Bolzano        |
| 9  | A    | John Parco           | 1971 | 183  | 83   | L    | Asiago         |
| 10 | A    | Lino De Toni         | 1972 | 178  | 74   | L    | Alleghe        |
| 11 | A    | Roland Ramoser       | 1972 | 191  | 93   | R    | Bolzano        |
| 12 | A    | Christian Timpone    | 1980 | 177  | 82   | R    | Bolzano        |
| 14 | D    | Carlo Lorenzi        | 1974 | 175  | 75   | R    | Alleghe        |
| 17 | A    | Anthony Iob          | 1971 | 182  | 93   | L    | KAC            |
| 18 | A    | Manuel De Toni       | 1979 | 181  | 80   | L    | Alleghe        |
| 19 | A    | Giorgio De Bettin    | 1975 | 174  | 73   | R    | Asiago         |
| 21 | A    | Luca Rigoni          | 1975 | 177  | 77   | L    | Asiago         |
| 22 | A    | Stefano Margoni      | 1975 | 182  | 80   | L    | Fassa Falcons  |
| 23 | D    | Alexander Egger      | 1979 | 186  | 85   | R    | Bolzano        |
| 24 | A    | Enrico Dorigatti     | 1979 | 186  | 85   | L    | Bolzano        |
| 25 | D    | Justin Peca          | 1970 | 177  | 78   | R    | Milano Vipers  |
| 26 | D    | Michele Strazzabosco | 1976 | 193  | 93   | L    | Asiago         |
| 30 | P    | Mike Rosati          | 1968 | 176  | 84   | L    | Adler Mannheim |
| 31 | P    | Andrea Carpano       | 1976 | 174  | 78   | L    | Fassa Falcons  |

LEGENDA:

P = Portiere, D = Difensore, A = Attaccante, L = sinistra, R = destra